# Stéblová
Stéblová è un comune della Repubblica Ceca facente parte del distretto di Pardubice, nella regione omonima.